# Pseudobrephos
Pseudobrephos là một chi bướm đêm thuộc họ Geometridae.